# Atemgift
Atemgifte sind primär Stoffe, die eine schädigende Wirkung auf den Mensch haben, wenn diese über die Atemwege aufgenommen werden.
Kontaktgifte zählen im strengen Sinne nicht zu den Atemgiften, da diese vornehmlich über die Haut aufgenommen werden.
Die Wirkung der Atemgifte ist sehr unterschiedlich, aber prinzipiell abhängig von der Konzentration und der Einwirkungsdauer. Die schädigende Wirkung kann zum sofortigen Tod (zum Beispiel Blausäuredämpfe) oder zu einer chronischen Schädigung (zum Beispiel bei Asbest) führen.

## Einteilung der Atemgifte
Atemgifte kann man anhand der schädigenden Eigenschaften einteilen. Die Atemgifte werden nach ihrer Hauptwirkung in 3 Gruppen eingeteilt:
- Atemgifte mit erstickender Wirkung
- Atemgifte mit Reiz- und Ätzwirkung
- Atemgifte mit Wirkung auf Blut, Nerven und Zellen

Zusätzlich unterscheidet man noch Atemgifte bezüglich ihrer Wasserlöslichkeit, ihrer molaren Masse (leichter oder schwerer als Luft), und nicht zuletzt bezüglich ihres Aggregatzustandes (fest, flüssig, gasförmig).

### Atemgifte mit erstickender Wirkung
Diese Atemgifte sind nicht im eigentlichen Sinne giftig, sondern verdrängen in hoher Konzentration den zur Atmung notwendigen Sauerstoff. So werden zum Beispiel Inertgase in der chemischen Industrie verwendet, um in Lagertanks kein explosionsfähiges Gasgemisch entstehen zu lassen. Die Anwesenheit von Inertgasen, beziehungsweise das Fehlen des notwendigen Sauerstoffes, in der Umgebungsluft ist nicht mit den menschlichen Sinnesorganen wahrnehmbar. Solche Gase sind deshalb eigentlich nach der Definition des Begriffes Gift keine Gifte, weil sie nicht in „vergleichsweise geringen Dosen“ wirken.
Auswirkungen mangelnden Sauerstoffgehaltes der Einatemluft
- bei Normaldruck
- ohne Akklimatierung

| Sauerstoff- Partialdruck | Sauerstoff- Gehalt (100 kPa) | Stickgas- Gehalt (100 kPa) | Wirkung                                                                    |
| ------------------------ | ---------------------------- | -------------------------- | -------------------------------------------------------------------------- |
| 00I>65 kPa               | 00I>65 %                     | 00I<35 %                   | Sauerstofftoxikose, oberhalb 170 kPa akut                                  |
| 65…21 kPa                | 65…21 %                      | 35…78 %                    | keine Beeinträchtigung der Atmung, oberhalb 35 % Langzeitschäden der Lunge |
| 21…17 kPa                | 21…17 %                      | 79…83 %                    | keine Beeinträchtigung der Atmung                                          |
| 17…13 kPa                | 17…13 %                      | 83…87 %                    | Ermüdungserscheinungen                                                     |
| 13…10 kPa                | 13…10 %                      | 87…90 %                    | Atemnot                                                                    |
| 10…08 kPa                | 10…08 %                      | 90…92 %                    | Bewusstlosigkeit                                                           |
| 00I<08 kPa               | 00I<08 %                     | 00I>92 %                   | Tod                                                                        |

Beispiele für Gase mit erstickender Wirkung bei zu hoher Konzentration sind: Stickstoff, Wasserstoff und Edelgase wie zum Beispiel Argon und Helium.
Einziger Schutz ist das Tragen von umluftunabhängigen Atemschutzgeräten, beispielsweise Pressluftatmern.

### Atemgifte mit Reiz- und Ätzwirkung
Diese reizen oder zerstören das Gewebe der Atemwege und sorgen für eine oft lange dauernde Schädigung. Man unterscheidet sie in leicht und schwer wasserlöslich. Die leicht wasserlöslichen Atemgifte reagieren in den oberen Atemwegen (Mund, Nase, Rachenraum, Kehlkopf) und wirken dort schädigend. Die schwer wasserlöslichen Atemgifte gelangen in die unteren Atemwege (Luftröhre, linker und rechter Luftröhrenhauptast, Bronchien, Bronchiolen und Alveolen) und wirken dort nach einer Latenzzeit schädigend auf den Körper, es kommt dann zum Lungenödem.
Dadurch ergibt sich, dass leicht wasserlösliche Reizgifte weniger gefährlich sind als schwer wasserlösliche. Abgesehen von der Ätzwirkung, werden leicht wasserlösliche Reizgase durch den Menschen bereits in ungefährlichen Konzentrationen wahrgenommen, so dass rechtzeitig Schutzmaßnahmen durchgeführt werden können.
Beispiele sind: Säuredämpfe, Ammoniak, nitrose Gase, Laugendämpfe, Phosgen, Stäube von Kali oder Ätznatron.

### Atemgifte mit Wirkung auf Blut, Nerven und Zellen
Diese Atemgifte werden über die Atmungsorgane in das Blut aufgenommen, wo sie in anderen Körperorganen wirken oder eine direkte Hirnschädigung hervorrufen, sie können ebenso den Sauerstofftransport im Blut beeinflussen (Kohlenstoffmonoxid, das sich an das Hämoglobin bindet).
Beispiele sind: Kohlenstoffmonoxid, Kohlenstoffdioxid, Blausäure, Alkohole, Schwefelwasserstoff, Schwefelkohlenstoff und die chemischen Kampfstoffe Tabun, Soman, Sarin, VX.
Diese Atemgifte können prinzipiell auch über die Haut aufgenommen werden. Da dies aber wesentlich langsamer geschieht, ist die Gefahr der Aufnahme über die Atemwege größer.
Cyanwasserstoff (auch Blausäure (kurz HCN)) wird von der bei der Feuerwehr üblichen HuPF-Kleidung schwammartig aufgesaugt und schädigt den Körper sehr schnell. Noch an der Einsatzstelle kann eine durch innere Erstickung ausgelöste Ohnmacht den Tod nach sich ziehen. Blausäure verhindert den Sauerstoffaustausch zwischen Blut und Zellen, Unfallopfer sind schnellstens notärztlicher Behandlung zu unterziehen und müssen zur Beobachtung in ein Krankenhaus.
Kohlenstoffdioxid gehört nicht, wie oft irrtümlicherweise angenommen, in die Gruppe 1, sondern in die Gruppe 3, da über Kohlenstoffdioxid die Atmung beim gesunden Menschen reguliert wird. Der Kohlenstoffdioxidgehalt im Blut wird vom verlängerten Mark (Medulla oblongata) gemessen, welches den Atemreflex reguliert. Eine Erhöhung des Kohlenstoffdioxidgehaltes in der Atemluft hat zunächst eine atmungsfrequenz- und atmungstiefensteigernde Wirkung, die aber bei weiterem Steigen der Konzentration in der Luft in eine Atemlähmung mit Bewusstlosigkeit und anschließendem Tod übergeht. Somit hat Kohlenstoffdioxid direkten Einfluss auf Nerven und Blut.

## Schutz vor Atemgiften
An Einsatzstellen, an denen mit Atemgiften zu rechnen ist, muss geeigneter Atemschutz verwendet werden. Dafür stehen diverse Maskentypen mit unterschiedlichen Atemschutzfiltern zur Verfügung.